# 초중등 영어능력평가 시험
초중등 영어능력평가 시험(영어: Junior English Test, JET)는 영어 공인 시험의 하나이다. YBM에서 주관한다.

## 구성
- JET
- JET Speaking & Writing
- JET Kids

## 같이 보기
- G-TELP Jr.
- TOEIC Bridge